# Хитай (Каракалпакстан)
Хитай (Ктай; узб. Хитой, Xitoy) — міське селище в Узбекистані, в Амудар'їнському районі Каракалпакстану.
Розташоване на арику Каракульяп, за 21 км на південний схід від Мангіта.
Населення 0,48 тис. мешканців (1986). Статус міського селища з 2009 року.